# Ejido San Martín
Ejido San Martín är en ort i Mexiko, tillhörande kommunen San Martín de las Pirámides i delstaten Mexiko. Ejido San Martín ligger i den centrala delen av landet och tillhör Mexico Citys storstadsområde. Orten hade 533 invånare vid folkmätningen 2010.